# Seres (stacja kolejowa)
Seres (grecki: Σιδηροδρομικός Σταθμός Σερρών) – stacja kolejowa w Seres, w regionie Macedonia Środkowa, w Grecji. Położona jest na obrzeżach miasta. Stacja rozpoczęła swoją działalność w 1900 roku i jest obsługiwana przez pociągi dalekobieżne OSE między Salonikami i Aleksandropolis.

## Linie kolejowe
- Saloniki – Aleksandropolis − linia niezelektryfikowana i jednotorowa